# Maria Lidström
Hulda Maria Gustafsson Lidström, född 3 augusti 1876 i Gunnarskogs församling i Värmlands län, död 14 februari 1961 i Kungsholms församling i Stockholm, var en svensk lokalpolitiker (De frisinnade).

## Biografi
Maria Lidström blev 1911 en av de första 37 kvinnliga stadsfullmäktige i Sverige, och den första kvinnliga ledamoten i Östersunds stadsfullmäktige. 
Lidström var lärare vid Östersunds Seminarium 1903. Hon var ordförande i Östersundsavdelningen av vita Bandet.